# Nisís Strongíli (ö i Grekland)
Nisís Strongíli är en ö i Grekland.   Den ligger i prefekturen Nomós Evvoías och regionen Grekiska fastlandet, i den centrala delen av landet, 120 km nordväst om huvudstaden Aten.
Terrängen på Nisís Strongíli är varierad. Öns högsta punkt är 25 meter över havet. 